# できちゃった結婚 (テレビドラマ)
『できちゃった結婚』（できちゃったけっこん）は、2001年（平成13年）7月2日から9月10日までフジテレビ系列「月9」で放送されていた竹野内豊と広末涼子主演のテレビドラマである。竹野内の同枠は『氷の世界』以来であり、広末の同枠は『リップスティック』以来である。同枠の共演は『ビーチボーイズ』以来4年ぶりである。全11話。後に韓国でもケーブルテレビで放映されたが、この時のタイトルは「速度違反結婚（속도위반 결혼）」であった。タイトルロゴにのみ直訳である「SHOTGUN・MARRIAGE」が付記されている。
タイトル通りできちゃった結婚をテーマとしたドタバタ・ヒューマンコメディーで、妊娠と恋愛の順序が逆になったカップルが、生まれてくる子供に会えるまでを描く。

## あらすじ
主人公、平尾隆之介は真夏のビーチで知り合った名前も知らない小谷チヨから妊娠したことを告げられる（単に名前を忘れているだけ）。最初は困惑したががんばって育てようと決心する2人の前に、頑固なチヨの父親の一徹や隆之介の仕事状況の変化など様々な障害が立ちはだかるが、姉や友人たちの協力を受け、隆之介とチヨは結婚そして出産に向け奮起する。

## 登場人物
平尾隆之介〈29 → 30）
演 - 竹野内豊
若手CMディレクター。パーティーでチヨと勢いで一夜を共にし、妊娠させてしまい大慌てとなる。当初はチヨの名前すら覚えていなかったが、エコー写真とともに愛着がわき、交際と父親になることを真剣に考え始める。優柔不断で女性関係の交友は広く、巧などから身辺はきれいにと促されている。
喫煙者で、愛車はツーシーターのフィアット500（地獄の60回ローンで購入）。携帯電話の着信音は「箱根八里の半次郎」。  時間経過とともに家に帰れないほど忙しくなっていくが、サラリーマンであり、給料は驚かれるほどに安い。多忙さ、交友関係の広さからチヨからどんどん疑いをもたれていく。
4話で大好きだった愛車を売った。また、チヨに婚約指輪をプレゼントする。
最終回でチヨと結婚。
小谷チヨ〈20〉
演 - 広末涼子
デパートに勤める（のちに父親が辞表を勝手に出したことにより退職）。第1話ではやや茶髪のベリーショートであるが、物語の進行とともに黒髪となる。自分の名前を気に入っておらず、さらに隆之介にはヤエちゃんと覚えられていた。パーティーでは隆之介にギャルが来ると伝わっており、落胆される。
当初は亜紀の妊娠疑惑に産むように促していたが、余ったテスターを使用し自身が妊娠していることを知る。妊娠発覚後も結婚するつもりはなかったが、隆之介の軽口から結婚を視野に入れ始める。酒焼けした声でわがままなところもあり、物事を整理した上でないと前に進めないタイプと自己分析。隆之介からは一徹のねちっこい部分を受け継いだ性格と指摘された。
子供が生まれた際3人乗れないことから隆之介の愛車に苦言を呈していたが、彼の誕生日に純正ステアリングをプレゼントする。
後に、妊娠中毒症であることが発覚し、母子ともに危険な状態となり緊急入院した。
最終回ラストシーンで隆之介と結婚したため、平尾チヨになったと思われる。
小谷一徹〈60〉
演 - 千葉真一
チヨ、亜紀の父。泣く子も黙る元警察署長。娘の交友関係にはうるさいガンコ親父。柔道4段、剣道5段、空手6段。防弾チョッキを着用せずに暴力団事務所に踏み込み実弾を打たれたこともあるが、無傷だったという伝説を持つ。実は気が小さく、娘たちを尾行する一面も持っている。チヨからは「いってっちゃん」と呼ばれる。（後に公子からもいってっちゃんと呼ばれている。）
小谷亜紀〈29〉
演 - 石田ゆり子
キャリアOLでチヨの姉。英太郎の彼女（5回別れたが交際10年目）。パーティー後に妊娠の疑いがあり、厳格な父のことを考えうろたえたが、妊娠検査薬の結果に安堵する。のちにふがいない英太郎に物足りなさを感じ、一方で小松原医師からデートを誘われ交際を承諾する。
後に英太郎と結婚したため、川口亜紀になったと思われる。
川口英太郎〈33〉
演 - 阿部寛
隆之介の大学時代の先輩でパーティーに誘った人物。司法試験に失敗し続ける浪人中の無職。亜紀を妊娠させたと疑われ、5度一徹に殴られたことがあり、頭が全く上がらない。一人で考えることが苦手な半面（ただし「僕も法律家を志している人間です。論理的に検証してみよう」が口癖）、世話焼きでもあり、居住するマンションでは日々、亜紀やチヨ、田中夫妻を交えた作戦会議が開かれることになる。のちに亜紀からふがいなさを指摘されオロオロすることとなる。
後に亜紀と結婚する。
有森みさと〈20〉
演 - 片瀬那奈
チヨの友人でデパートの同僚。淑子に小谷姉妹が妊娠判定テスターを買いに行ったことをうっかり伝えてしまうウソがつけない正直者。巧と交際するため強引にホテルに誘うが、魔性パワーの利かない巧に同性愛者ではないかとの疑念を持ち始める。
新庄巧〈22〉
演 - 妻夫木聡
CM制作会社勤務の若手社員。隆之介の後輩。パーティーでみさとと両思いとなるが、実は祖父の遺言を守るが故、女性と交際歴がなく、手をつなぐことすら踏み出せない純情ボーイ。祖父のことを語る際には、博多弁が強くなる。
田中和正
演 - 酒井敏也
隆之介の妹の旦那。年上であるが隆之介にとって義理の弟。隆之介ら男性会議メンバー唯一の妻帯者で子持ち。気が弱く女の子の赤ちゃんを授からないことで妻や義理の親からプレッシャーを掛けられている。なお、排卵日にしかエッチしたことがない精子の強さを持つ。お小遣いは月1万円。
田中昌子
演 - 今井陽子
隆之介の実妹。専業主婦で一平、二郎、三太の男の子ばかり三人の子育て中。出産と育児の経験者として小谷姉妹に助言を与える。夫からはまーちゃんと呼ばれる。
小谷淑子
演 - 高林由紀子
チヨ、亜紀の母。一徹を立てる淑女。ただし英太郎のことになるとひとこと多い。隆之介とは亜紀の同級生として顔見知りであった。名前の読みは「よしこ」。
綾小路麗奈〈25〉
演 - 井上佳子（第1話 - 6話）
恋するお嬢様。巨乳合コンで隆之介と知り合ったモデル。自称隆之介の婚約者。
隆之介に6話でベビー服をプレゼントして、隆之介の前から姿を消した。
白井幸一
演 - 近藤芳正
CM制作社の隆之介や巧の上司。上に甘く、下に厳しい。モットーは「早い、安い、きれい」。
後に隆之介を一番弟子とした。
山下啓介
演 - おかやまはじめ
千葉県警鴨川派出所勤務の警官。一徹の元部下で尾行など手足のように働く。一徹から突然、チヨとの縁談を持ち掛けられ、ドタバタの中、チヨも結婚に賛同する。
小松原修造〈33〉
演 - 沢村一樹
産婦人科の医師。軽薄なほど明るい。チヨの主治医となるが、姉である亜紀が気になって仕方がなくなる。地元は鹿児島県で絵にかいたような九州男児。元ボート部で、別荘を各地に持つ大金持ち。亜紀のことを様付けで呼ぶ、英太郎いわく人形のような男。
平尾公子
演 - 木の実ナナ
隆之介の母。長電話と習い事が趣味。隆之介の結婚相手の名前を知らないことで麗奈が彼女であると思い込み、トラブルとなる。隆之介とは同居しており、結婚後も新婚夫婦との同居を望んでいる。チヨが結婚式できたウエディングドレスは、自身が結婚式で着たドレスである。
丸山
演 - 升毅（第9話 - 11話）
広告代理店の男。隆之介に海外ドキュメンタリーの仕事を持ち掛ける。

## サブタイトル
※ 第1話 - 第10話までサブタイトル無し。最終話は「君の幸せのために」。
| 各話   | 放送日        | 視聴率 |
| ------ | ------------- | ------ |
| 第1話  | 2001年7月2日  | 21.8%  |
| 第2話  | 2001年7月9日  | 18.6%  |
| 第3話  | 2001年7月16日 | 15.8%  |
| 第4話  | 2001年7月23日 | 16.7%  |
| 第5話  | 2001年7月30日 | 14.5%  |
| 第6話  | 2001年8月6日  | 15.6%  |
| 第7話  | 2001年8月13日 | 13.2%  |
| 第8話  | 2001年8月20日 | 12.8%  |
| 第9話  | 2001年8月27日 | 13.3%  |
| 第10話 | 2001年9月3日  | 12.6%  |
| 最終話 | 2001年9月10日 | 18.1%  |

- 初回は15分拡大。
- 平均視聴率 15.9%

## スタッフ
- 脚本：吉田紀子・山田珠美
- プロデュース：杉尾敦弘
- プロデュース補：柴田圭子・横田智子・土屋健
- 演出：武内英樹・羽住英一郎
- 演出補：七高剛・三竹寛典・関野宗紀・淵上正人・三竿玲子
- 美術：片岡浩美
- CM監修：田中幸二

## 受賞歴
- 第30回ザテレビジョンドラマアカデミー賞[9]
  - 助演男優賞（阿部寛）

## 音楽
- 主題歌：hitomi「IS IT YOU?」
- 挿入歌：J Soul Brothers「Your eyes only」
- サウンドトラック

作曲：金子隆博
2001年9月5日にavex traxより発売された。
1. Theme From SHOTGUN MARRIA GE (Exotic Mambo)
2. 追跡2001〜楽園の誘惑
3. Speak Slow
4. Birgain Sale
5. Danceteria“HABANA”
6. Shadow
7. MOOJA
8. Your eyes only (Piano Inst Version)
9. Twangin' Swingin' Singin'
10. Seaside Bossa
11. Affection
12. Chiyo
13. Jeter Un Coup D'oeil Furtif
14. 霧雨
15. 真夏の憂鬱
16. Eternal Frame
17. Morning
18. IS IT YOU? (Acoustic Guitar Inst Version)
19. Your eyes only

## エピソード
本作の主演女優である広末涼子は、「撮影現場への遅刻が日常茶飯事（『FOCUS』）」、「千葉県白浜のロケ現場へタクシー無賃乗車（雑誌『フライデー』）」、リハーサル中にもかかわらず共演者を待たせて携帯電話を手放さず大声で話す（『FOCUS』『噂の真相』）」と報じられ、これらが原因で収録が進行せずに収録現場が混乱していたと同週刊誌にそれぞれ報道された。